# Desa Cinerang
Desa Cinerang är en administrativ by i Indonesien.   Den ligger i provinsen Jawa Barat, i den västra delen av landet, 140 km söder om huvudstaden Jakarta.